# 雷娜·亨
蕾娜·亨（英語：Raina Hein，1987年7月18日—）是美國的時尚模特兒，她是全美超級模特兒新秀大賽第十四季的亚軍。蕾娜在比赛中落敗因為她的樣貌不及冠軍Krista White的「高級時尚」（High Fashion）。